# Rejseforsikring
En rejseforsikring er en forsikring der kan kompensere og afhjælpe økonomiske udgifter (eksempelvis i forbindelse med sygdom, tyveri eller andre former for tab), der opstår under rejser, først og fremmest udlandsrejser.
En rejseforsikring tegnes sædvanligvis i tilknytning til en specifik rejse, og med en varighed, der svarer til rejsens samlede varighed. Der findes forskellige kategorier af rejseforsikringer med varierende former for dækning.
En årsrejseforsikring er en rejseforsikring, der gælder for et år ad gangen. Den dækker alle rejser forsikrede tager på inden for de 365 dage, årsrejseforsikringen gælder. Til gengæld dækker den hos de fleste selskaber kun rejser med op til en måneds varighed. Derudover er forsikrede kun dækket, hvis han eller hun opfylder de betingelser, der ligger til grunds for den årsrejseforsikring der er tegnet.
| Økonomi | Spire Denne artikel om økonomi er en spire som bør udbygges. Du er velkommen til at hjælpe Wikipedia ved at udvide den. |

| Turisme | Spire Denne artikel om turisme er en spire som bør udbygges. Du er velkommen til at hjælpe Wikipedia ved at udvide den. |